# Соломон Шехтер
Соломон Шехтер (івр. שניאור זלמן הכהן שכטר, англ. Solomon Schechter, Шломо Шехтер, 7 грудня 1847 — 19 листопада 1915) — американський рабин родом з Молдови, вчений і педагог, найбільш відомий як засновник і президент Об'єднаної синагоги Америки, президент Єврейської теологічної семінарії Америки, й основоположник американського консервативного юдаїзму.

## Раннє життя
Народився у Фокшани, Молдова (нині Румунія), у сім'ї рабина Іцхока Хакогена, шойхета («ритуального забійника»), члена хабадського хасиду. Його назвали, у тому числі, на честь засновника хасиду, Шнеура Залмана з Ляд. Ранню освіту Шехтер отримав від батька, говорять, що вже в трирічному віці він умів читати івритом, а до 5 років опанував Хумаш. Він поїхав до єшиви в місто П'ятра-Нямц у 10 років, а у тринадцять років навчався у одного з провідних вчених-талмудистів, рабина Йосефа Саула Натансона з Лемберга. Згодом вступив до рабинської семінарії в Відні, де навчався під керівництвом сучасного дослідника Талмуду Меїра Фрідмана. У 1879 році перейшов до Берлінської вищої школи юдаїстики, і також навчався в Берлінському університеті. У 1882 році його запросили до Британії як викладача равіністики під керівництвом Клода Монтефіоре в Лондоні.

## Академічна кар'єра
У 1890 році, після смерті Соломона Маркуса Шиллера-Сінессі, його призначили викладачем на кафедрі Талмуду Кембриджського університету (донині студенти Єврейського товариства Кембриджського університету проводять щорічну Меморіальну лекцію Соломона Шехтера).
Найбільшу академічну славу здобув завдяки виявленим у 1896 р. матеріалам Каїрської генизи: він виявив, оцінив важливість і вивіз до Кембриджу надзвичайне зібрання з понад 100 000 сторінок (близько 300 000 документів) рідкісних єврейських релігійних рукописів та середньовічних єврейських текстів, які збереглися в єгипетській синагозі. Ця знахідка зробила революцію у вивченні середньовічного юдаїзму.
Він ретельно відібрав для Бібліотеки Кембриджського університету скарбницю, втричі більшу за будь-яку іншу колекцію: тепер вона є частиною колекції Тейлора-Шехтера. Ця знахідка відіграла важливу роль у вирішенні Шехтером суперечки з Девідом Марголіусом щодо ймовірного івритського походження книги Сираха.
Гербаїст Чарльз Тейлор дуже зацікавився роботою Соломона Шехтера в Каїрі. Разом із Шехтером він був редактором «Мудрості Бен Сіри» (1899), а пізніше опублікував окрему працю «Палімпсести Каїрської генизи» (1900).
Став професором івриту в Університетському коледжі Лондона в 1899 р., де залишався до 1902 р., коли переїхав до Сполучених Штатів, а на його місце прийшов Ізраель Абрахамс.

## Американська єврейська громада
У 1902 р. традиційні євреї, що протестували проти розвитку американського руху реформістського юдаїзму, який намагався створити авторитетний «синод» американських рабинів, запросили Шехтера на посаду президента Єврейської теологічної семінарії Америки (JTSA).
З 1902 по 1915 рік Шехтер займав посаду другого президента JTSA, за цей час він заснував Об'єднану синагогу Америки, пізніше перейменовану в Об'єднану синагогу консервативного юдаїзму.

## Релігійні та культурні переконання
Шехтер підкреслював центральність єврейського закону (галахи) в єврейському житті у своїй промові у своїй інавгураційній промові в якості президента JTSA в 1902 році:
|  | Юдаїзм — це не та релігія, яка нічому особливо не протистоїть. Юдаїзм протистоїть будь-якій кількості речей і чітко говорить «не можна». Він пронизує все ваше життя. Він вимагає контролю над усіма вашими діями і втручається навіть у ваше меню. Він освячує пори року та регулює вашу історію як у минулому, так і в майбутньому. Перш за все, він вчить, що непослух — це сила гріха. Він наполягає на дотриманні як духу, так і букви; дух без букви належить до виду, відомого містикам як «оголені душі» (nishmatim artilain), які блукають у Всесвіті без рівноваги та без послідовності… Одним словом, юдаїзм абсолютно несумісний з відмовою від Тори. Оригінальний текст (англ.) [Judaism is not a religion which does not oppose itself to anything in particular. Judaism is opposed to any number of things and says distinctly "thou shalt not." It permeates the whole of your life. It demands control over all of your actions, and interferes even with your menu. It sanctifies the seasons, and regulates your history, both in the past and in the future. Above all, it teaches that disobedience is the strength of sin. It insists upon the observance of both the spirit and of the letter; spirit without letter belongs to the species known to the mystics as "nude souls" (nishmatim artilain), wandering about in the universe without balance and without consistency...In a word, Judaism is absolutely incompatible with the abandonment of the Torah.] Помилка: [undefined] Помилка: {{Lang}}: немає тексту (допомога): текст вже має курсивний шрифт (допомога) |

З іншого боку, Шехтер вірив у те, що він називав «католицьким Ізраїлем». Основна ідея полягає в тому, що єврейський закон, Галаха, формується і розвивається на основі поведінки людей. Ця концепція зміни закону на основі національного консенсусу є нетрадиційною точкою зору.
Шехтер був раннім прихильником сіонізму. Він був головою комітету, що редагував версію єврейської Біблії Єврейського видавничого товариства Америки.

## Спадщина

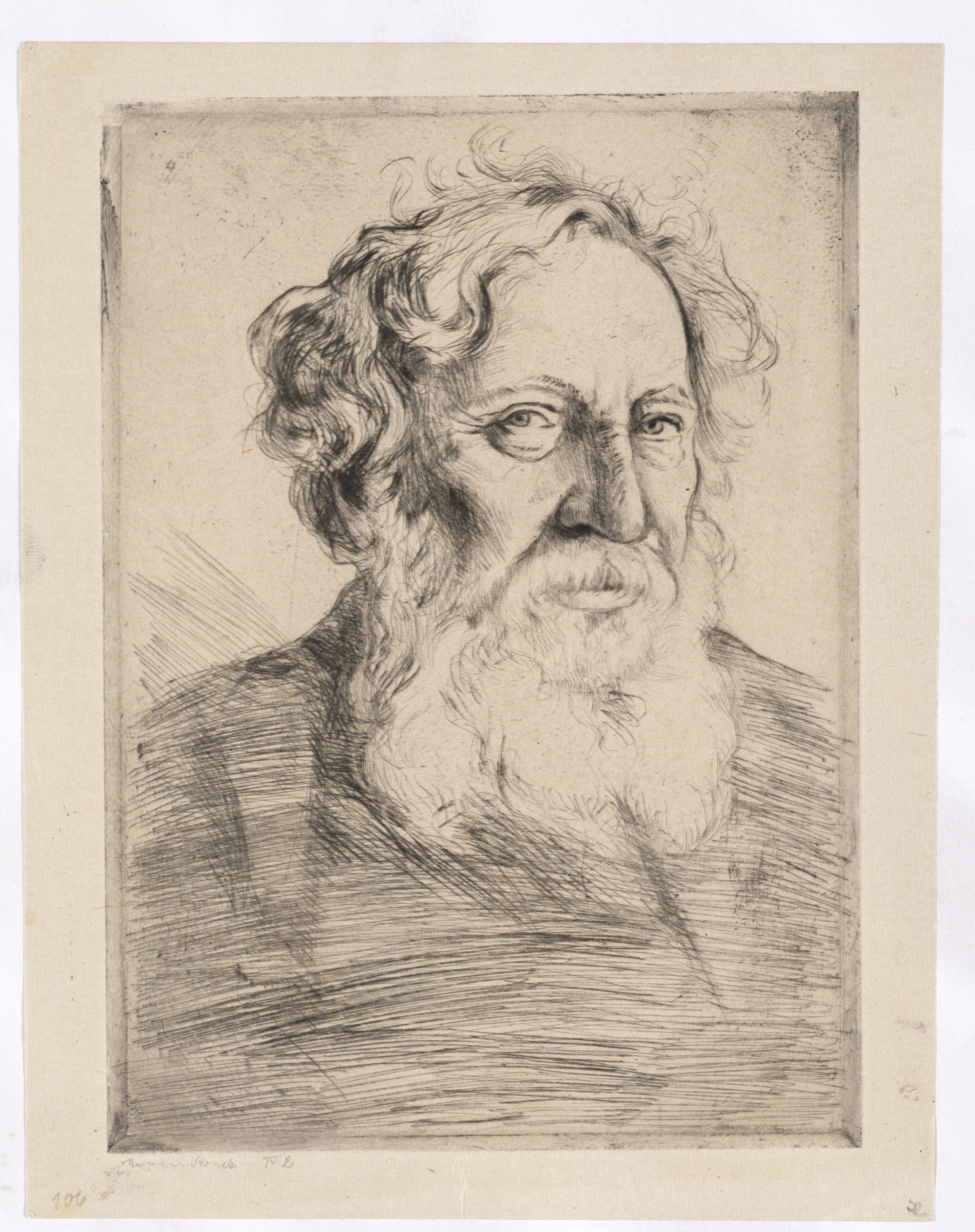
Покійний Соломон Шехтер (1912/1913), офорт Германна Штрука

Ім'я Шехтера синонімічне до знахідок каїрської генизи. Він інституціоналізував JTSA, що дало організації змогу працювати більше століття. Його визнають найвидатнішою особистістю консервативного юдаїзму і вважають його засновником. На його честь названа мережа консервативних єврейських денних шкіл, а також літній табір в Олімпії, штат Вашингтон. У США та Канаді існує кілька десятків шкіл імені Соломона Шехтера.

## Подальше читання
- Cohen, Michael R. (2012). The Birth of Conservative Judaism: Solomon Schechter's Disciples and the Creation of an American Religious Movement. New York: Columbia University Press. ISBN 978-0-231-52677-7.
- Fine, David J. (1997). Solomon Schechter and the Ambivalence of Jewish Wissenschaft. Judaism. 46 (181): 3—24. ISSN 0022-5762.
- Gillman, Neil (1993). Conservative Judaism: the New Century. West Orange: Behrman House. ISBN 0-87441-547-0.
- Hoffman, Adina; Cole, Peter (2011). Sacred Trash: the lost and found world of the Cairo Geniza. New York: Schocken. ISBN 978-0-8052-4258-4.
- Starr, David (2003). Catholic Israel: Solomon Schechter, Unity and Fragmentation in Modern Jewish History. PhD Dissertation, Columbia University.